# Heinrich Thieslauk

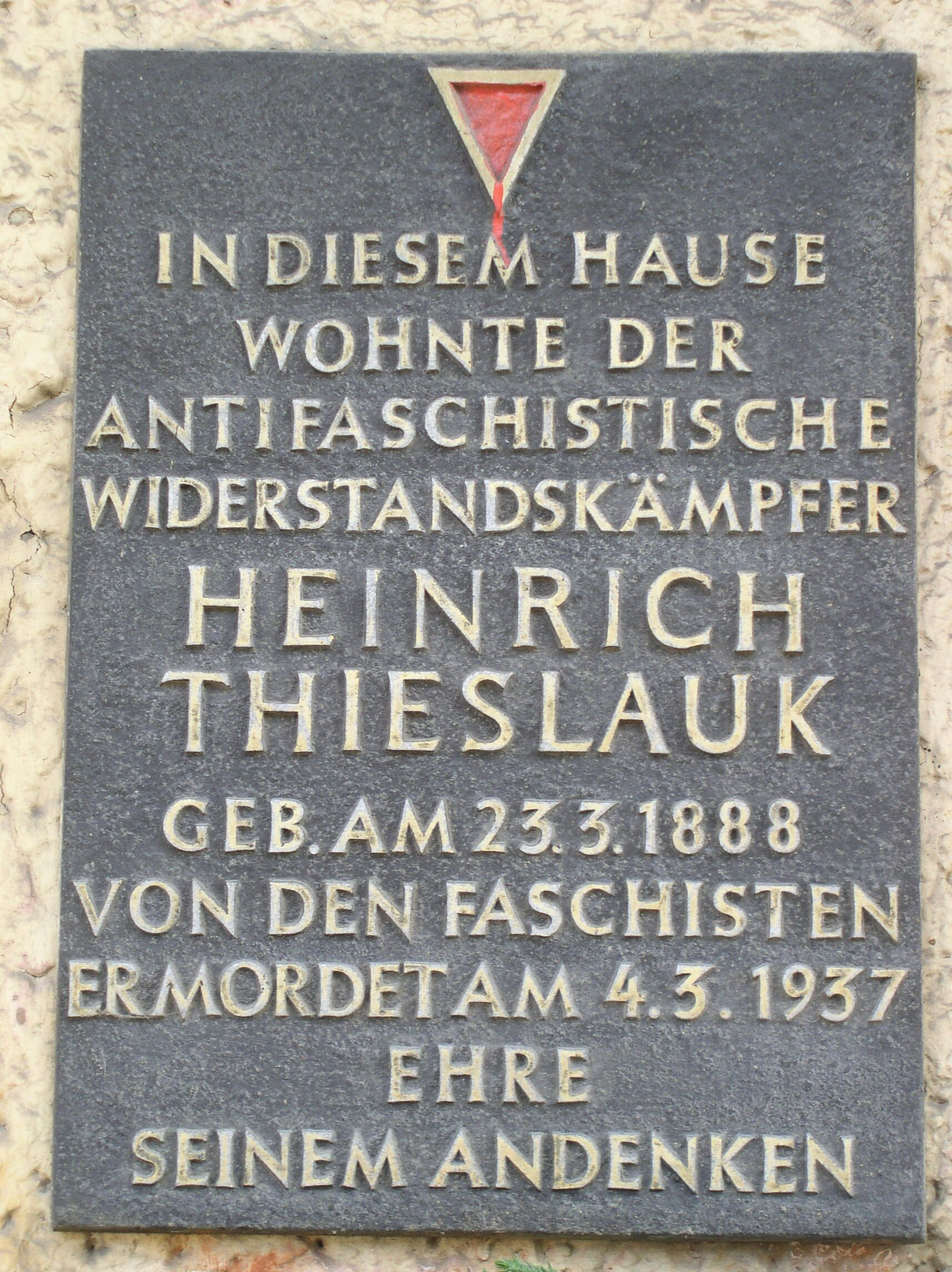
Gedenktafel für Heinrich Thieslauk

Heinrich Thieslauk (* 23. März 1888 in Königsberg; † 4. März 1937 in Berlin) war ein Widerstandskämpfer gegen das nationalsozialistische Regime unter Adolf Hitler.
Heinrich Thieslauk lebte in Berlin-Friedrichshain in der Warschauer Straße Nr. 60. Er war Mitglied der Sozialdemokratischen Partei Deutschlands (SPD) und später der Kommunistischen Partei Deutschlands (KPD). Am 25. Februar 1937 wurde er wegen seiner Tätigkeiten im Widerstand gegen das NS-Regime von der Gestapo verhaftet und am gleichen Tag wieder freigelassen. Wenige Tage später kam er erneut in Haft. Seine Frau wurde wenig später darüber informiert, dass er in Haft durch Suizid gestorben sei.
Die Grabstätte von Heinrich Thieslauk befindet sich auf dem Ev. Georgen-Parochial-Friedhof in Berlin.
Die Vereinigung der Verfolgten des Naziregimes (VVN) ließ 1950 in der DDR-Zeit an seinem früheren Wohnort eine bronzene Gedenktafel anbringen. Die Tafel wurde 1978 erneuert.